# Ojja

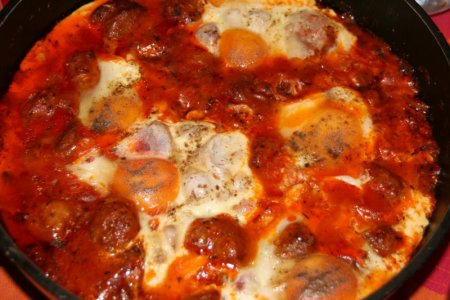
Ojja

Ojja (arab. عجة, ʿuǧǧa) – danie kuchni tunezyjskiej, duszone papryki z pomidorami i dodatkiem jajek.